# Михальська Валентина Михайлівна
{{Художник
| Ім'я                = Михальська Валентина Михайлівна
| Оригінал імені      = 
| Фото                =  
| Ширина              = 
| Підпис              = 
| Ім'я при народженні = 
| Дата народження     = 15.8.1964 
| Місце народження    = село Хворостів, Любомльський район, Волинська область
| Дата смерті         = 22.02.2025
| Місце смерті        = село [[Хворостів (Ковельський (Любомльський) район)
| Національність      = українка
| Громадянство        =  СРСР →  Україна
| Жанр                = портрет, пейзаж, натюрморт, іконопис
| Навчання            =
| Напрямок            = 
| Роки творчості      = 1985 - …
| Покровитель         = 
| Вплив               =
| Вплив на            = 
| Премії              = Обласна мистецька премія імені Й. Конзелевича (1994),  Орден княгині Ольги ІІІ ступеня (2004).
| Твори               = 
| Сайт                = 
}}
Михальська Валентина Михайлівна (нар. 15 серпня 1964, село Хворостів, Любомльський район, Волинська область) — волинська художниця, перший лауреат обласної мистецької премії імені Й.Кондзелевича (1994 р.). Нагороджена Орденом княгині Ольги ІІ ступеня (2018). Ім'я Валентини Михайлівни носить обласна мистецька премія, заснована у 2003 році управлінням у справах сім’ї та молоді Волинської облдержадміністрації. У творчому доробку художниці — понад 1000 робіт, які експонувалися на 30 виставках як в Україні, так і за її межами.

## Життєпис
Валентина Михайлівна Михальська народилася 15 серпня 1964 року в селі Хворостів Любомльського району Волинської області у селянській родині. Зростала серед мальовничої природи озерно-лісового волинського краю. У 1971 році пішла в перший клас, але через погіршення стану здоров’я батьки були змушені віддати її в Костопільську школу-інтернат, що в Рівненській області. У 1976 році через важку недугу Валя перестала ходити, була змушена припинити навчання і повернулася в рідне село. Займалася самоосвітою. Малювати почала у 1985 році. 
Нині у творчому доробку Валентини Михальської більше 1000 робіт різних жанрів: портрети, пейзажі, натюрморти, іконопис, картини релігійного змісту, виконані олією, аквареллю, пастеллю, кольоровими олівцями, в техніці монотипії. Не маючи змоги постійно працювати на пленері, вона намагається якомога більше малювати з натури влітку. Осінні і зимові пейзажі частіше пише з уяви, або ж споглядає їх крізь вікно. Найбільше працює акварельними фарбами.
У своїй творчості художниця щира й безпосередня. Вона сприймає світ крізь призму захоплення і гармонії, зображаючи його гідним щастя людини. Її твори — «Ранок, умитий дощем», «Материнство», «Смачний виноград», «Колядники», «Автопортрет у капелюшку» — пробуджують світлі й добрі відчуття, надовго залишаються у пам'яті. Мистецтво Валентини Михальської переконує в тому, що вона знає, заради чого варто жити, перемагати недугу і працювати. 
Перша персональна виставка Валентини Михальської відбулася 1991 року в Луцьку. Всього художниця мала понад 30 виставок в Україні та за кордоном, зокрема в Італії та Польщі. Щодо виставок в Україні, то роботи Валентини Михайлівни побували у Любомлі, Луцьку, Києві, Хмельницькому, Рівному, Костополі, Ковелі, Шепетівці та інших містах, а за сприяння культурно-виставкового центру “Райдуга” з міста Вознесенська Миколаївської області відбувся тур виставок по містах Запоріжжі, Львову, Вознесенську, Новій Каховці, Кривому Розі.
Валентина Михальська брала участь у ІІІ Міжнародній виставці інвалідів, що проходила в місті Люблін Республіки Польща, а також у XXVI та XXVII міжнародних конкурсах "Премія Миру", що відбувались в Італії. Брала участь у міжнародних конкурсах екслібрису, присвяченому Леонардо да Вінчі і Данте Аліг'єрі в Італії.
Валентина Михайлівна — перший лауреат обласної мистецької премії імені Йова Кондзелевича (1994), присудженої їй за створення низки волинських пейзажів і натюрмортів (1992—1993).
З 1 березня 1995 року художниця працює вчителем образотворчого мистецтва у Хворостівській ЗОШ І-ІІІ ступенів. 
Окрема і досить яскрава грань Валентини Михайлівни — книжкові ілюстрації до художніх книг, поетичних збірок, дитячих книжок, а також розмальовки «Малювала киця хату», «Колобок», «На подвір'ї у бабусі». Зокрема, у 1998 році була видана збірка поезій А. Махонюка «Дощу мелодія блакитна» з графічними ілюстраціями В. Михальської, а в 1999 — збірка поезій Євгенії Лещук «Вершина», частково проілюстрована художницею.
У 2000 році побачила світ дитяча книга Миколи Онуфрійчука «Загадайлівка» з кольоровими ілюстраціями художниці.
У 200] році перевидана казка «Лілея» Лесі Українки (Луцьк: Надстир я, 2002), проілюстрована Михальською та вийшла з друку дитяча книжка розмальовок А. Карп'юка «Малювала киця хатку» з ілюстраціями художниці. 
У 2003 році Валентина Михальська репрезентувала свою творчість в унікальному альбомі графіки «Червоне і чорне». У книзі, що вийшла у світ у луцькому видавництві «Християнське життя», мисткиня сповна виявляє свій талант у цілому букеті графічних робіт. У цьому ж році управлінням у справах сім’ї та молоді Волинської облдержадміністрації засновано обласну мистецьку премію імені Валентини Михальської. Її вручають молодим художникам Волині.
У 2004 році відбулася виставка художниці у Великому залі Спілки художників України. В цьому ж, 2004 році, Валентина Михальська з нагоди свого 40-річчя нагороджена Орденом княгині Ольги ІІІ ступеня. Також художниця нагороджена багатьма дипломами і грамотами.
Валентина Михайлівна очолює управління організації надання соціальних послуг, відновлення здоров’я та працездатності потерпілих Фонду соціального страхування від нещасних випадків на виробництві та професійних захворювань.
Також Валентина Михальська є почесним членом та активною учасницею жіночого клубу "Волинянка", який включає жінок–членів Міжнародного громадського об’єднання "Волинське Братство".

### Про Валентину Михальську
- Валентина Штинько. Ця невгамовна Валентина Михальська... Газ. "Волинь", 5 листопада 2015 р., с. 20.
- Марина Лугова. Так тримати, народна художнице Волині! Газ. "Волинь", 5 липня 2018 р., с. 7.